# كاملات الرؤوس
كاملات الرؤوس هي طويئفة (تحت طائفة) من الأسماك الغضروفية البدائية، تتميز بمعدل استبدال الأسنان البطيء عندها.
وهي والأشلاق تشكلان الطويئفتين الوحيدتين في طائفة الغضروفيات. توجد أربع رتب ضمن هذه الطويئفة، ثلاثة منها منقرضة، والوحيدة الناجية هي رتبة الكيميرا، التي تتضمن حوالي 40 نوعاً حياً فقط.

## الوصف
المعلومات المتوفرة حالياً حول طويئفة كاملات الرؤوس ضئيلة وغير كافية، ولهذا فإنه من الصعب وضع تصور نموذجي حولها أو وصف خصائص أساسية فيها. وربما يَكون جنس الشبحيات القرنية (الذي يَتضمن نوعين) بشكل خاص غير نموذجي في أي شيء. على أي حال، فإن إحدى أكثر المُميزات وضوحاً عند كاملات الرؤوس أن مظهرها العام أقرب في شكله إلى الجنادب من الأسماك. وربما يَكون قرنها الناتئ من جبهتها عند بعض الأنواع هو من أسباب إعطاء هذا الانطباع. وتوجد إضافة إلى ذلك العديد من الخواص التشريحية في فكوكها وزعانفها التي يُمكن أن تجمع بين بعض أنواعها إلى حد ما.